# Kar Nikobar
Kar Nikobar – wyspa w archipelagu Nikobary, leżącym we wschodniej części Oceanu Indyjskiego, najbardziej wysunięta na północ. Tak jak cały archipelag, należy do Indii i wchodzi w skład terytorium związkowego Andamany i Nikobary.

## Opis

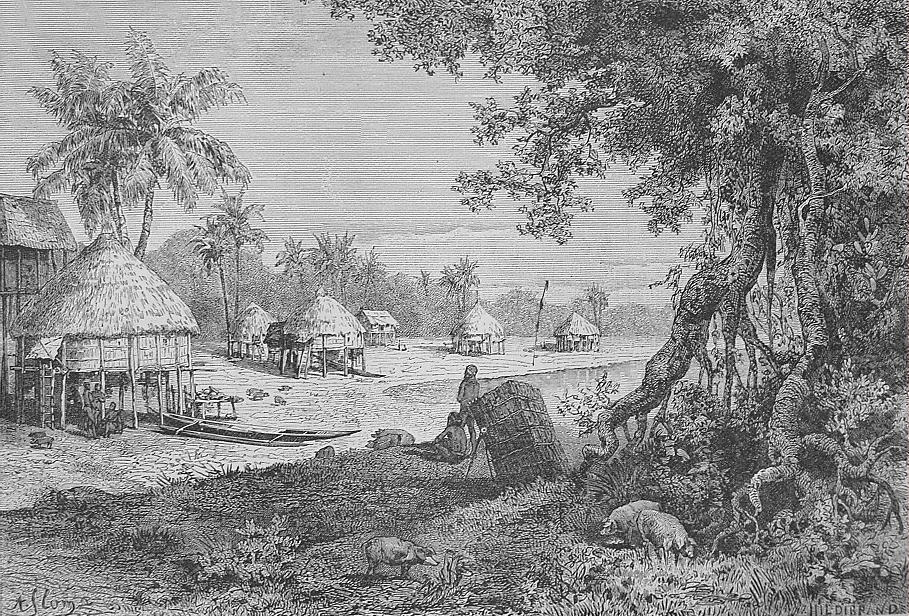
Wieś Sawai w roku 1895

Wyspa ma powierzchnię 126,9 km². Jest generalnie płaska i żyzna, otoczona przez piaszczyste plaże i porośnięta przez palmy kokosowe. Tworzą ją neogeńskie skały osadowe, w tym wapienie i mułowce.
Nietypowe chaty miejscowej ludności nie mają sobie podobnych w archipelagu: są zbudowane na wysokich palach, do wnętrza wchodzi się po drabinie przez otwór w podłodze. Indyjskie Siły Powietrzne ustanowiły na tej wyspie swoją najbardziej wysuniętą na południe bazę lotniczą, wykorzystując i rozbudowując lądowisko zbudowane przez Japończyków, okupujących archipelag podczas II wojny światowej.

## Tsunami z 2004 roku
Dwudziestotysięczna populacja tej wyspy ucierpiała bardzo na skutek trzęsienia ziemi z 2004 roku, które spowodowało powstanie silnych fal tsunami. Ze względu na bliskość epicentrum i ukształtowanie powierzchni wyspy, zniszczenia spowodowane tsunami były na niej największe w całym terytorium. Po przejściu fali utracono kontakt z połową populacji, choć z czasem okazało się, że śmierć poniosło tylko ok. 600 osób, w tym 116 osób spośród personelu bazy lotniczej i ich bliskich (prawie 1/5 obecnych); te ofiary upamiętnia pomnik postawiony w miejscu tragedii. Tsunami spowodowało także zmiany o charakterze geologicznym, usuwając głazy z plaż północnej zatoki Sawai i odsłaniając niżej położone skały.

## Fauna
Niewiele ssaków występuje na Kar Nikobar. Jednym z nich jest introdukowany dzik euroazjatycki (Sus scrofa). Naturalnie na wyspie żyje rudawka nikobarska (Pteropus faunulus), nietoperz endemiczny dla Nikobarów; z tego samego rodzaju na wyspie można spotkać rudawkę czarnouchą (Pteropus melanotus). Rodzimymi gatunkami są także szczur indochiński (Rattus andamanensis) i szczur palmowy (Rattus palmarum), inny nikobarski endemit. Tylko na Kar Nikobar oraz Camorta żyją węże z gatunku Trimeresurus cantori; ponadto do fauny tego obszaru zalicza się wąż Dendrelaphis humayuni oraz bardzo słabo poznana jaszczurka Dibamus nicobaricum z rodziny Dibamidae. W okolicznych wodach występuje żółw zielony (Chelonia mydas), delfin zwyczajny (Delphinus delphis) oraz diugoń przybrzeżny (Dugong dugon).
Od 2004 wyspa Kar Nikobar uznawana jest przez BirdLife International za ostoję ptaków IBA. Organizacja wskazuje 5 gatunków, które zaważyły o jej ustaleniu. Zalicza się doń jeden narażony gatunek, krogulec nikobarski (Accipiter butleri). Trzy – gołąb siwogłowy (Columba palumboides), kasztanówka rudogłowa (Macropygia rufipennis) oraz sowica namorzynowa (Ninox affinis) – mają status bliskich zagrożenia. Jeden, szpak białogłowy (Sturnia erythropygia), to gatunek najmniejszej troski.